# فيليكس فرنانديز
فيليكس فرنانديز (بالإسبانية: Félix Fernández Christileb)‏ (11 يناير 1967 بمدينة مكسيكو في المكسيك - ) هو لاعب كرة قدم مكسيكي في مركز حراسة المرمى، شارك في كأس العالم 1994. وشارك مع منتخب المكسيك لكرة القدم. أما مع النوادي، فقد لعب مع أتلانتي إف سي ونادي سيلايا.

## مسيرته الكروية
لعب فيليكس فرنانديز خلال مسيرته الاحترافية مع ناديين في أربعة عشر موسمًا ولم يسجل خلالها أي هدف ضمن 201 مباراة. ولم يفز بأي موسم بالكأس وفاز في موسم واحد بالدوري.
خاض فيليكس فرنانديز مسيرته مع نادي أتلانتي إف سي في موسم 1989–90 في المرة الأولى ليلعب معه ثمانية مواسم ثم في موسم 1999–00 واستمر معه طيلة ثلاثة مواسم ثم في موسم 2002–03 لمدة موسم واحد، مشاركًا طوالها في 164 مباراة ولم يسجل أي هدف. ثم انتقل إلى Atlético Celaya ‏ في موسم 1998–99 في المرة الأولى لمدة موسم واحد ثم في موسم 2001–02 لمدة موسم واحد، حيث شارك طوالها في 37 مباراة ولم يسجل أي هدف أيضًا.

## وصلات خارجية
- فيليكس فرنانديز على موقع الاتحاد الدولي (مؤرشف)  (الإنجليزية)
- فيليكس فرنانديز على موقع قاعدة بيانات كرة القدم.إي يو (الإنجليزية)
- فيليكس فرنانديز على موقع ناشيونال فوتبول تيمز (الإنجليزية)
- فيليكس فرنانديز على موقع Soccerway.com (الإنجليزية)